# Hel·lanic (gramàtic)
Hel·lànic (grec antic: Ἑλλάνικος, llatí: Hellanicus) fou un gramàtic de l'antiga Grècia, deixeble d'Agàtocles de Cízic i contemporani del crític Aristarc.
Va escriure sobre els poemes homèrics, i pot ser considerat un crític dels anomenats χωρίζοντες: l'escola de gramàtics alexandrins que deien que la Ilíada i l'Odissea havien estat escrites en èpoques diferents i, per tant, no podien ser atribuïdes totes dues a Homer.